# لیمونوف: تصنیف
لیمونوف: تصنیف (به انگلیسی: Limonov: The Ballad) یک فیلم زندگی‌نامه‌ای و درام فرانسوی محصول سال ۲۰۲۴ به کارگردانی کیریل سربرنیکوف است. این بر اساس کتاب امانوئل کارر در سال ۲۰۱۱، که زندگینامه رمان‌نویس، نویسنده و سیاستمدار مخالف روسی، ادوارد لیمونوف، که حزب بلشویک ملی را تأسیس کرد، ساخته شده است.
این فیلم برای رقابت برای نخل طلای هفتاد و هفتمین جشنواره فیلم کن انتخاب شد، جایی که در ۱۹ می ۲۰۲۴ برای اولین بار به نمایش درآمد. این فیلم را در تاریخ ۵ سپتامبر ۲۰۲۴ در ایتالیا منتشر شد.

## داستان
داستان زندگی ادوارد لیمونوف سفری در روسیه، آمریکا و اروپا در نیمه دوم قرن بیستم است.